# Royaume de Kakhétie
1465–1762
Entités précédentes :
- Royaume de Géorgie

Entités suivantes :
- Royaume de Kartl-Kakhétie

Le royaume de Kakhétie (en géorgien : კახეთის სამეფო, kakhet'is samep'o) est un État monarchique de Géorgie orientale de l'époque moderne, centré sur la province de Kakhétie et avec sa capitale à Gremi, puis à Telavi. Le royaume émerge après la division du royaume de Géorgie en 1465 et existe jusqu'en 1762, quand la Kakhétie s'unit avec le royaume géorgien de Karthli par une succession dynastique des Bagratides de Kakhétie. Au cours de la plus grande part de son histoire turbulente, la Kakhétie est vassal de la Perse, dont les efforts pour garder le royaume rebelle au sein de sa sphère d'influence aboutissent à une série de conflits militaires et déportations.

## Origines
Un royaume de Kakhétie précédent est créé au VIIIe siècle à la suite de nombreuses rébellions des tribus montagnardes de Tsanareti qui libèrent une large partie de la Géorgie du contrôle arabe.

## Renaissance du royaume
La reformation du royaume de Kakhétie est la première étape vers la division de la Géorgie, affligée de guerres fratricides depuis le milieu du XVe siècle, et se déroule quand le roi Georges VIII de Géorgie est capturé par son vassal insolant Qvarqvaré III, atabeg de Samtskhé, en 1465, et détrôné en faveur de Bagrat VI. Georges VIII capture par la suite l'ancien apanage royal de Kakhétie, la province orientale de la Géorgie basée autour des vallées d'Alazani et d'Iori, où il devient un anti-roi jusqu'à sa mort en 1476.
Vaincu par de nouvelles difficultés, Constantin II, roi d'une Géorgie réduite, est contraint d'accepter la réalité et, en 1490, reconnait Alexandre Ier, fils de Georges VIII, comme roi de Kakhétie à l'est et Alexandre II, fils de Bagrat VI, comme roi d'Iméréthie à l'ouest, ne gardant que le contrôle de la Karthli. La division du royaume de Géorgie est ainsi formalisée.

## Annexion temporaire à la Karthli
À la suite de la mort de Georges II, qui avait organisé de nombreuses incursions chez son voisin de Karthli, la Kakhétie se retrouve affaiblie et est annexée par cette dernière. Toutefois, Léon de Kakhétie, fils de Georges II, se réfugie à l'âge de 9 ans dans les montagnes kakhétiennes et, à la suite de l'invasion de la Karthli par le shah persan Ismaïl Ier, la noblesse de Kakhétie proclame Léon comme roi. Cette proclamation mène à une guerre de deux ans entre la Karthli et la Kakhétie, menant à l'indépendance de celle-ci.

## Kakhétie au XVIe siècle
Contrairement aux autres entités politiques géorgiennes, la Kakhétie a été épargné, pour l’instant, des importantes incursions étrangères et des conflits internes. En outre, elle avait l’avantage, sur d’autres parties de la Géorgie, de flanquer l’importante route commerciale Ghilan-Chemakha-Astrakhan. Le gouvernement kakhétien parraine le commerce et y participe activement, liant étroitement le royaume à la vie économique de la Transcaucasie orientale et de l’Iran. Les terres fertiles et largement cultivées de Kakhétie, combinées à des colonies juives, arméniennes et perses vibrantes dans les villes commerçantes de Gremi, Zaguemi, Karagadji et Telavi, ont abouti à une prospérité non-observable dans d’autres parties de la Géorgie fragmentée. Cette relative stabilité a longtemps renforcé le pouvoir du monarque et augmenté le nombre de ses partisans parmi la noblesse.
Menacés par les grands empires émergents de l’Orient - ceux des Ottomans et des Séfévides - les rois de Kakhétie poursuivent une politique d’équilibre soigneusement mise en scène, et essayent d’établir une alliance avec les dirigeants chrétiens de Russie contre les chamkhals de Tarki dans le Caucase du Nord. Un traité de paix turco-persan à Amasya en 1555 laisse la Kakhétie dans la sphère d'influence iranienne, mais les dirigeants locaux maintenaient une certaine indépendance et une stabilité considérables en montrant leur volonté de coopérer avec leurs suzerains séfévides.
En 1589, Alexandre II de Kakhétie prête néanmoins allégeance au tsar Fédor Ier de Russie, une alliance qui n'est jamais mise en force. Avec le meurtre d’Alexandre lors d’un coup d’État parrainé par l’Iran par son propre fils, le musulman Constantin Ier, en 1605, la fortune de la Kakhétie commence à s’inverser. Le peuple de Kakhétie refuse d’accepter le patricide et le renverse, forçant l’énergique chah séfévide Abbas Ier à reconnaître à contrecœur le candidat des rebelles et neveu de Constantin, Teïmouraz Ier, en tant que nouveau roi en 1605. Ainsi commence le long et difficile règne de Teïmouraz (1605-1648) en conflit avec la Perse.

## Domination iranienne
Au milieu des années 1610, le chah Abbas Ier renouvelle ses efforts pour amener la Géorgie plus complètement au sein de l’empire séfévide et soumet la Kakhétie à des invasions répétées en 1614, 1615 et 1616. Au cours d’une série d’insurrections géorgiennes et de représailles iraniennes, entre 60 et 70 000 personnes sont tuées et plus de 100 000 paysans sont déportés de force en Iran. La population de Kakhétie chute alors par deux-tiers, tandis que des villes autrefois florissantes, comme Gremi et Zaguemi, sont réduites à des villages insignifiants. L’agriculture diminue et le commerce s’arrête. En 1648, l’infatigable Teïmouraz est finalement évincé de Kakhétie. Le gouvernement séfévide renforce son contrôle sur la Kakhétie et met en œuvre une politique de remplacement de la population indigène par des tribus turques nomades. Dans le même temps, les Daghestanais montagnards commencent à attaquer et à coloniser les marches kakhétiennes.
En 1659, les Kakhétiens organisaient un soulèvement général, contrecarrant les plans séfévides pour installer des dizaines de milliers de Turkmènes dans la région. La Kakhétie reste toutefois sous le contrôle politique de l’Iran et les trois chefs aristocratiques du soulèvement sont exécutés. Quelques années plus tard, Vakhtang V, roi géorgien musulman de Karthli, installe son fils Artchil comme roi de Kakhétie. Pendant un certain temps, les deux royaumes de l’est de la Géorgie sont pratiquement unis sous la domination de Vakhtang V et de son fils, et une période de paix relative s’ensuit.
Faisant de la ville de Telavi sa capitale à la place de Gremi, ruinée par les invasions iraniennes, Artchil entreprend de mettre en œuvre un programme de reconstruction. Cependant, la situation prometteuse est de courte durée. L’ascension d’Artchil en tant que roi marque le début d’une rivalité entre les deux branches des Bagratides : celle de Moukhran, à laquelle Artchil appartient, et la Maison de Kakhétie, dépossédée de la couronne après Teïmouraz Ier. Cette dernière maison sort vainqueur du conflit, au détriment de leur apostasie à l’islam, et se rétablit en 1703, règnant désormais au plaisir de leurs suzerains persans. Cela s'avère être de peu d’avantages et le royaume continue à être proie d'incessante incursions daghestanaises.
De 1724 à 1744, la Kakhétie est soumise à des occupations ottomanes et iraniennes successives. Cependant, le service rendu par le prince kakhétien Teïmouraz II à Nader Chah d’Iran dans la lutte contre les Ottomans mène à une annulation de l'imposition lourde payée par le royaume à la cour iranienne en 1743. En 1744, en récompense de leur loyauté, Nader accorde la royauté de la Karthli à Teïmouraz II et celle de Kakhétie à son fils Héraclius II.
Les deux monarques sont couronnés conformément à la tradition chrétienne en 1745. Ils exploitent les troubles en Iran qui suivirent l’assassinat de Nader en 1747 afin de s’établir comme des dirigeants pratiquement indépendants. Leurs règnes contribuent à la stabilisation du pays : l’économie commence à se relancer et les attaques nord-caucasiennes sont réduites, sans pour autant être éliminées. À la mort de Teïmouraz le 8 janvier 1762, Héraclius lui succède, unissant ainsi la Géorgie orientale en tant qu’État unique pour la première fois en près de trois siècles, sous la forme du Royaume de Kartl-Kakhétie.